# Zemo Tsorbisi
Zemo Tsorbisi (en georgiano: ზემო წორბისი; en osetio: Уæллаг Цъорбис; en ruso: Верхний Цорбис) es una aldea que pertenece a la parcialmente reconocida República de Osetia del Sur, parte del distrito de Znaur, aunque de iure pertenece al municipio de Tighvi de la región de Iberia Interior de Georgia.

## Geografía
Zemo Tsorbisi está situada en la orilla del río Froni oriental, a 15 kilómetros de Kornisi. 

## Historia
De 1922 a 1990, formó parte del distrito de Znaur del óblast autónomo de Osetia del Sur. De 1990 a 2006, formó parte del raión de Kareli y, desde 2006, forma parte del municipio de Tighva. 

## Demografía
La evolución demográfica de Zemo Tsorbisi entre 1916 y 2015 fue la siguiente:
| 129                                                      | 120 | 92 |
| (Fuente: Population of South Ossetia since Soviet times) |     |    |

Según el censo soviético de 1959, la mayoría de la población local eran osetios.